# Kirkintilloch
Kirkintilloch (gälisch: Cathair Cheann Tulaich) ist eine Stadt in der schottischen Council Area East Dunbartonshire. Sie liegt am Nordrand des Central Belts etwa elf Kilometer nordöstlich von Glasgow und 23 Kilometer westlich von Falkirk. Im Süden grenzt Kirkintilloch direkt an die Ortschaft Lenzie an.

## Geschichte
Kirkintilloch entstand aus einer kleinen Siedlung nahe einem römischen Fort am Antoninuswall, der südlich der Stadt verläuft. Zu dieser Zeit hieß die Siedlung Caerpentulach („Fort am Ende des Höhenzuges“), was sich über die Jahrhunderte zum heutigen Namen verwusch. Aus dieser Zeit sind zahlreiche römische Artefakte erhalten. Anhand der Siedlungsstruktur kann geschlossen werden, dass Kirkintilloch bereits im 1. Jahrtausend eine gewisse Bedeutung zukam. Im 12. Jahrhundert erhielt es die Rechte eines Burghs verliehen. Der Clan Cumming errichtete dort eine bedeutende Burg, die jedoch heute vollständig zerstört ist. 1672 wurde in Kirkintilloch eine Brücke über das Luggie Water errichtet, welche eine Erleichterung für den Verkehr zwischen Edinburgh, Glasgow, Stirling und Dumbarton darstellte. Im Rahmen des Zweiten Jakobitenaufstandes 1745 wurde die Stadt schwer von Teilen der Rebellenarmee getroffen. 1832 verstarben 36 Einwohner an Cholera. Damit markiert Kirkintilloch das erste Auftreten dieser Krankheit in Westschottland. Gasbeleuchtung wurde in der Stadt 1839 installiert; 1874 kam ein Wasserwerk hinzu.
Wie in vielen umliegenden Ortschaften setzte im 18. Jahrhundert ein Wachstum im Zusammenhang mit der Textilindustrie und dem Kohlebergbau ein. Einen weiteren Wachstumsschub setzte die Eröffnung des Forth-and-Clyde-Kanals in den 1790er Jahren, der Kirkintilloch durchzieht. Später siedelten sich metallverarbeitende Betriebe an. Wie viele Städte im Glasgower Umland wuchs auch Kirkintilloch im 20. Jahrhundert stark und war zwischen 1974 und 1996 administratives Zentrum des Distrikts Strathkelvin. Heute ist es Sitz der Administration von East Dunbartonshire.
In Kirkintilloch besitzt die Abstinenzbewegung einen starken Stand. Nach Verabschiedung des Temperance Acts im Jahre 1913 fiel 1921 eine Abstimmung zu Gunsten eines Alkoholverbots aus, welches bis 1968 Bestand hatte.
Während die Bevölkerungszahlen nach 1841 zwischen rund 6000 und 9000 schwankten, wurden 1951 bereits 14.826 Personen in Kirkintilloch gezählt. Bei Erhebung des Zensus 2011 zählte die Stadt 19.689 Einwohner.

## Verkehr

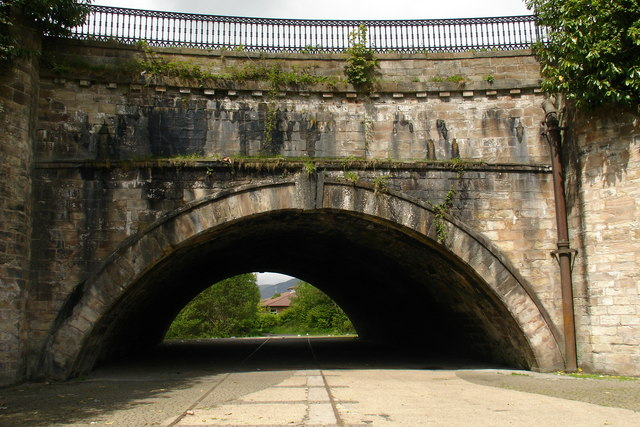
Luggie Water Aqueduct: Das Luggie Water verläuft unterirdisch, darüber verlief eine Eisenbahntrasse, welche der Kanal auf einem Aquädukt kreuzt.

Die Stadt ist durch die A803 und die A806 an das Straßennetz angebunden. Letztere verbindet Kirkintilloch mit der vier Kilometer südlich verlaufenden M80 sowie der A80. Die A803 verbindet hingegen Falkirk über Kilsyth mit Glasgow.
In den 1840er Jahren wurde die Stadt durch die südlich im Moorland gelegene Kirkintilloch Junction (heutiger Bahnhof Lenzie) an das Eisenbahnnetz angeschlossen. In den ersten Jahrzehnten des Betriebs wurde er zunächst zu Campsie Junction, dann zu Lenzie Junction und schließlich 1890 zu Lenzie umbenannt. Er ist bis heute in Betrieb und liegt an der Croy Line der First ScotRail. In den 1850er Jahren erhielt Kirkintilloch einen eigenen Bahnhof an der Glasgow to Aberfoyle Line, welcher zwischenzeitlich aufgegeben wurde. Bei der aus den 1820er Jahren stammenden Monkland and Kirkintilloch Railway handelte es sich hingegen um eine reine Güterbahn. Sie diente dem Kohlentransport zum Forth-and-Clyde-Kanal in Kirkintilloch, der Kirkintilloch eine gewisse Bedeutung als Güterumschlagsplatz zukommen ließ.

## Sehenswürdigkeiten

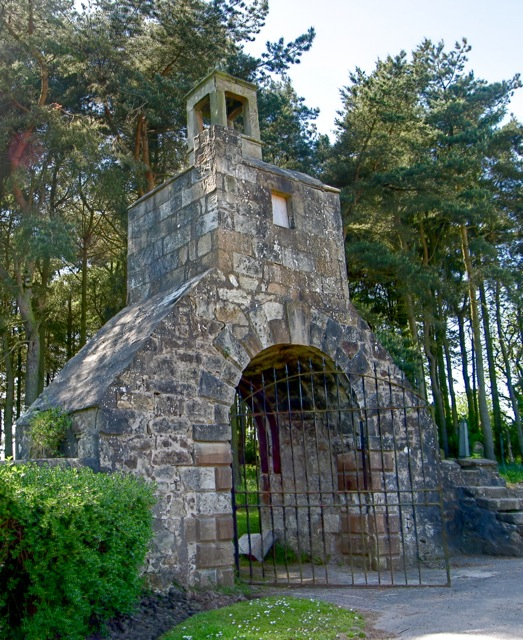
Auld Aisle Cemetery

In Kirkintilloch sind insgesamt drei Bauwerke der höchsten schottischen Denkmalkategorie A zu finden. Die Alte Marienkirche von Kirkintilloch stammt aus den 1640er Jahren und beherbergt heute ein Museum. Der Friedhof Auld Aisle Cemetery (auch Old Isle Cemetery) wurde im frühen 18. Jahrhundert angelegt. Eine ingenieurstechnische Meisterleistung bildet das in den 1770er Jahren erbaute Luggie Water Aqueduct. Es handelt sich um eine Kreuzung dreier Verkehrswege, wobei das Luggie Water unterirdisch kanalisiert wurde. Die heute rückgebaute Bahnstrecke der Glasgow to Aberfoyle Line verlief darüber und wurde von einem Aquädukt, das den Forth-and-Clyde-Kanal führt, überspannt.

## Städtepartnerschaft
Kirkintilloch unterhält eine Städtepartnerschaft mit der japanischen Stadt Yoichi. Grundlage hierfür ist, das der japanische Whiskypionier Masataka Taketsuru 1920, während seiner Ausbildung in Glasgow, Jessie Roberta „Rita“ Cowan aus Kirkintilloch heiratete und beide im Anschluss die Whiskystillerie Nikka in Yoichi aufbauten, die zu einer der erfolgreichsten Destillerien Japans wurde. Mittlerweile gab es schon eine Ausstellung und ein Theaterstück in Kirkintilloch, die mit dem Leben von Rita Cowan in Japan beschäftigten.

## Söhne und Töchter der Stadt
- David Gray (1838–1861), Dichter
- Thomas Johnston (1881–1965), Journalist, Politiker und Wirtschaftsmanager
- Jimmy Gallagher (1901–1971), Fußballspieler
- Walter Dick (1905–1989), Fußballspieler
- Joseph Devine (1937–2019), römisch-katholischer Bischof von Motherwell
- Moira Anderson (* 1938), Sängerin
- William Wallace (* 1940), Fußballspieler und -trainer
- Ian McCartney (* 1951), Politiker
- Andrew Crumey (* 1961), Schriftsteller
- Scott McMann (* 1996), Fußballspieler